# Woody Harrelson
Woody Harrelson (Midland, Texas, 1961. július 23. –) Primetime Emmy-díjas amerikai színész, az 1983-tól futott Cheers című televíziós sorozatban vált ismertté.
Számos díjat és jelölést tudhat maga mögött, ezen belül büszkélkedhet egy Emmy-díjjal és három Oscar-díj jelöléssel. Az elsőt 1997-ben Miloš Forman rendezésében a Larry Flynt, a provokátor, a másodikat 2010-ben A harcmező hírnökei, a harmadikat 2017-ben a Három óriásplakát Ebbing határában című filmben nyújtott alakításért kapta. Filmszerepei mellett feltűnt televíziós sorozatokban és játszott klasszikus színházi darabokban is.

## Életrajz
Woodrow Tracy Harrelson az Amerikai Egyesült Államokban, Midlandban született, testvérei Jordan és Brett (az utóbbi profi motorkerékpár versenyző). Anyja Diane Lou (aki presbiteriánus nevelésben részesítette gyermekeit), apja Voyde Charles Harrelson (hivatásos szerencsejátékos), akik 1964-ben elváltak. Charles Harrelson 1979-től 2007-ben bekövetkezett haláláig életfogytiglani börtönbüntetésben volt, mert megölte John H. Wood kerületi bírót (Woody sokat lobbizott apja érdekében).
Woody Texasban született, de tinédzser éveit Ohióban töltötte anyjával. Gimnáziumi éveit a Libanon High Schoolban töltötte, emellett dolgozott a Kings Island nevű vidámparkban, mint fafaragó. Ezután Indianában, a Hanover College-ba járt, ahol angolt és színészetet tanult és tagja lett a Sigma Chi diákszövetségnek. Ugyan az angolt és a színészetet sosem fejezte be, később mégis kapott egy Bachelor of Arts diplomát, ezzel fejezte ki iránta az iskola tiszteletét a munkája iránt.
Tanulmányai végeztével New Yorkba költözött, ahol belekezdett színészi pályafutásába.

### Magánélete
1985-ben Tijuanában feleségül vette Neil Simon drámaíró lányát, Nancy Simont. A házasság igen viharos volt, mindössze két hónapig tartott, ám ez biztosította a szereplést a címlapokon. A pár 1986. január 20-án beadta a válópert.
Hosszú együttélés után Woody újraházasodott. A színész több mint húsz évig élt együtt Laura Louie-val, ám a kapcsolatuk csak 2008. december 28-án lett hivatalos. A házaspár Maui-ban mondta ki a boldogító igent. Laurától három gyermeke született: Deni Montana (1993. február 28.), Zoe Giordano (1996. szeptember 22.), és Makani Ravello (2006. június 3.). Felesége egykori asszisztense és társalapítója egy élelmiszercégnek. A család sokat költözött, hogy megtalálják magunknak a tökéletes lakóhelyet: Costa Rica, Új-Zéland, Ausztrália, Írország és Maui-ban is éltek.
Közeli barátainak tudhatja a Red Hot Chili Peppers tagjait, Michael J. Foxot és Owen Wilsont. Szabadidejében úszik, zöldséget és gyümölcsöt termeszt, kite-boardozik és jógázik. Jelenleg Mauin él Kris Kristofferson és Willie Nelson szomszédságában.

### Aktivista munkái

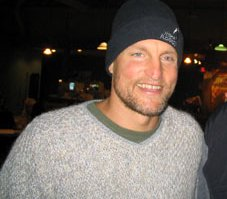
Woody Harrelson 2004-ben

Woody Harrelsont támogatója és aktivistája, hogy a marihuánát és a kendert legalizálják. 1996. június 1-jén Kentucky állambeli Lee Countryban letartóztatták, miután jelképesen elültetett négy kender vetőmagot, és megtámadta az állami törvényt, miszerint nem tesznek különbséget az ipari kender és a sima marihuána között. Emellett többször is összetűzésbe keveredett a törvénnyel. A színész 2003 óta tagja a NORML-nak (National Organization for the Reform of Marijuana Laws).
Marihuána-aktivistának bélyegeztek, amit meg is értek, hiszen tényleg nagyon élvezem, ha elszívhatok egy cigit. Sokan isznak és lerészegednek, van, aki beszed egy pirulát, mielőtt bulizni megy vagy belövi magát. Ezek nem vallanának rám, a kokain megrémít […]
Harrelson környezetvédelmi aktivista, ezért eljátszott egy kerékpárost, akinek biodízel busza van, a Go Further című dokumentumfilmben és narrátora volt a Grassnek, mely a marihuánáról szól. Emellett békeaktivista, aki gyakran felszólalt nyilvánosság előtt a 2003-as iraki háború ellen. Woody egy darabig tulajdonosa volt egy oxigénbárnak Hollywoodban, az úgynevezett O2-nek. A színész vegetáriánus, azon belül pedig a vegán étrendet követi.

## Pályafutása

### Cheers
Míg New Yorkban volt, lehetőséget kapott egy meghallgatásra, méghozzá a tizenegy évadig futó Cheers című sorozatba. A történet a bostoni Cheers nevű kocsmába járó helybeliek egy csoportjáról szól, akik odajárnak inni, pihenni és beszélgetni. A sorozatban Ernie "Edző" Pantusso (Nicholas Colasanto) volt a csapos segéd. Azonban három évad után ki kellett írni, mert Colasanto 1985. február 12-én elhunyt. Így Harrelson elment a Cheers meghallgatására és felvették. Ezután a maradék nyolc évadban végig játszhatott, ezalatt pedig ötször jelölték Emmy-díjra és az 1989-es jelölését díjra is válthatta. Harrelson sokat köszönhet az NBC sitcomnak, hisz a közönség megszerette, a kritikusok díjjal is honorálták. A Cheersben töltött ideje alatt Woody filmes karrierje virágzásnak indult.

### A kezdetek
Woody Harrelson karrierje során 2010-ig több mint 60 filmben játszott, többféle műfajban, a B-kategóriás filmektől a szórakoztató családi filmeken és többszörös Oscar-díjat hozó mozikon át a komoly filmdrámákig.
A főiskola elvégzése után New Yorkba ment, ahol több évadig szerepelhetett a Cheers című vígjátéksorozatban. Emellett elkezdhetett filmekben játszani. Első filmje az 1986-os Vadmacskák volt, mely nem csak Woody, de Wesley Snipes filmes debütálása is volt. Ezután 1990-ig csak TV-filmekben játszott. A Paul Reiser Out on a Whim egy 1987-es tv-film volt, melyet jelöltek a Hét tv-filmjének és amelyben olyan tv-sztárok játszottak, mint Lance Henriksen, és Elliott Gould. Ezután a Bay Coven című horror következett, mely az átlagon felüli színvonal tipikus példánya volt. A filmet Carl Schenkel rendezte, aki ugyan soha nem lett nagy rendező, de olyan sztárok dolgoztak később a kezei alatt, mint Denzel Washington vagy Rutger Hauer. Az 1987-es Mickey's 60th Birthday-ban, mely inkább egy hosszúra sikeredett Cheers rész lett, így tv-filmként adták ki. A Killer Instinct című tv-filmben már főszerepet kapott és úgy tűnt, a siker Woody ölébe pottyant. Az előrelépés Hollywoodban látszólag még különösebb erőfeszítésbe sem került. Könnyedén vált tapasztalatlan figurából ismert tévés arccá, számos tv-filmjével és vígjáték sorozatával a zsebében.

### 1990-es évek

Woody Harrelson és Juliette Lewis a Született gyilkosok (1994) című filmben

A Killer Instinct-et az 1990-ben készült Kékharisnya követte, amely videón jelent meg. Következő szerepe a Doc Hollywood volt, amely már sokkal nagyobb sikert aratott, mint a Kékharisnya. A film főszereplője Michael J. Fox volt. Harrelson 1991-ben még két filmben szerepelt, ezek az L.A. Story – Az őrült város és a Ted & Venus. A két filmben együttvéve mindössze öt mondata ha volt, Woody mégis boldog volt, hogy folyamatosan filmezhetett.
Az 1992-es év nagy kiugrást jelentett Harrelson filmes karrierjében. A Zsákolj, ha tudsz! című vígjátékról ugyan a közönség megosztott véleménnyel volt, őt kritikusok azonban dicsérték. Ebben a filmben a Vadmacskák után ismét együtt játszott Wesley Snipesszal. Két MTV Movie Awardsra jelölték, mindkét színészt. Az 1993-as Tisztességtelen ajánlatban Robert Redforddal, Demi Moore-ral és Billy Bob Thorntonnal játszhatott együtt, a film a mozikban majdnem megbukott. A mozit hét Arany Málna díjra jelölték, köztük Harrelsont a A legrosszabb férfi mellékszereplő kategóriában. Az 1994 első felében számára két jelentéktelen filmben szerepelt: a Bármit megteszek és a Két cowboy New Yorkban. Harrelson nem jutott előbbre, de legalább évről évre egyre több filmben játszhatott. Azonban volt még egy filmje 1994-ben, a címe: Született gyilkosok.
A Született gyilkosokat Oliver Stone vitte vászonra, melynek a forgatókönyvét Quentin Tarantino írta. Amit Stone igencsak átírt, annyira, hogy Tarantino a mozipremier vetítésekor elhagyta a termet és nem akarta, hogy neve szerepeljen a stáblistán. Stone eredetileg Mickey szerepére Brad Pittet szemelte ki, de ő akkoriban nemrég fejezte be a Kalifornia – A halál nem utazik egyedült és nem akart hasonló karaktert eljátszani. Így esett a választás Harrelsonra. A film Mickeyről és Malloryról (Juliette Lewis) szól, akik amerre járnak, halottakat hagynak maguk mögött. Három hét alatt majdnem 50 embert ölnek meg, mialatt a média a mennyekig emeli őket. A tömegek pedig imádják és megkezdődik a Mickey & Mallory-láz. Stone ezzel azt akarta érzékeltetni, hogy:
Megpróbáltam tükröt tartani a társadalomnak, és a megdöbbentés eszközével ösztönözni az embereket arra, hogy szembesüljenek önmagukkal;...

Woody Harrelson a Larry Flynt, a provokátor című filmben (mellette Edward Norton)

A filmet a filmkritikusok leírták és a közönség is vegyesen fogadta. Harrelsont ismét jelölték MTV Movie Awardsra és az bizonyos, hogy Mickey szerepe mérföldkőnek számít a színész karrierjében.
1995-ben harmadjára játszott Wesley Snipesszal, ezúttal egy akcióban, a Pénzvonatban, amibe a páros némi humort csempészett. 1996 első filmje a Hajsza a Nap nyomában, melybe be tudta tenni húgát, Jordant. Ezután Bill Murray-vel játszott a Tökös tekésben, mely megosztott véleményt kapott. Még ugyanebben az évben megkapta élete egyik legfontosabb szerepét, a Larry Flynt, a provokátort, melyet Miloš Forman rendezett. Harrelson nagyon rákészült a filmre, több dokumentumfilmet is megnézett Larry Flyntről, hogy minden mozdulatát ellesse. Fáradozásainak meg is lett az eredménye, hisz 1997-ben jelölték Oscar- és Golden Globe-díjra.
Woodyból filmsztár lett és most már válogathatott a filmek közül. 1996-ban többek között visszautasította a Jerry Maguire – A nagy hátraarc főszerepét, amit később megbánt. De elfogadta 1997-ben a Köszöntjük Szarajevóban! és az Amikor a farok csóválja… című politikai-vígjáték egy-egy szerepét, utóbbiban egy ál-háborús hőst alakított.
Az Isten hozta Hollywoodban című nem túl sikeres filmben önmagát alakíthatta, a Palmettoban pedig egy újságírót, aki éppen a börtönből szabadult. Ismét egy igen fontos film következett Woody számára, Az őrület határán. A történet az 1942-es csendes-óceáni Gudalcanal szigetén zajló csatát meséli el a második világháborúból. Harrelson csak néhány perces mellékszerepet kapott, több nagyszerű sztárhoz hasonlóan, mint például Sean Penn, George Clooney, John Travolta, Nick Nolte, John Cusack vagy Adrien Brody. A film főszereplője James Caviezel volt. A filmet a legjobb film Oscar-díjára jelölték. Még ebben az évben egy westernben is kipróbálta magát a Hi-Lo Country, mely 1999-ben elnyerte a Berlini Nemzetközi Filmfesztiválon a Ezüst Medve díj a legjobb rendezőnek díját. Aztán következett az Ed TV-ben, melyben Ed Pekurny (Matthew McConaughey) testvérét, Ray-t alakítja, aki mindenáron be akar kerülni testvére mellé a televízióba. Az évtized utolsó filmje az Ilyen a boksz volt, melyben Antonio Banderasszal játszik a képernyőn. A film nem lett nagy siker és Harrelson ezután nem is tér vissza a filmekhez egészen 2003-ig.

### 2000-es évek

Harrelson A harcmező hírnökei című filmben

2003-ig várt, mire újra elkezdett filmezni. Az első a Született bankrablók volt, majd ugyanebben az évben egy biztonsági őr bőrébe bújt a Ki nevel a végén?-ben és megkapta a Texas Film Hall of Famet. Az utolsó gyémántrablás című könnyed vígjátékban Pierce Brosnannal láthatta a néző, majd az Utál a csajban Monica Belluccival. A nagy fehérség című vígjáték krimiben Robin Williams-szel dolgozhatott, és még ebben az évben Charlize Theronnal a Kőkemény Minnesotaban. 2006-ban szinkronhang volt a Szabadítsátok ki Jimmyt!, csakúgy, mint a Kamera által homályosan című animációs filmben:
Nagyon érdekes volt. Igaz, hogy olvastam a könyvet, de fogalmam sem volt, hogy miről szól az egész. Így úgy forgattam együtt Keanu Reeves-szel, Winona Ryderrel és Robert Downey Jr.-ral, hogy azt se tudtam, mi van. De nagy nevek voltak, így nem hagytam volna ki, semmi pénzért.
2007-ben a A kísérő filmet a nézők nem szerették, de Harrelson alakítását dicsérték, mint meleg kísérőt. Aztán a Coen testvérek mozijában a Nem vénnek való vidékben játszott, mint fejvadász, aki Chigurh (Javier Bardem nyomába ered. 2008-ban hat filmhez is aláírt: vonatra száll Ben Kingsleyvel a Transz-Szibériában, ismét Charlize Theronnal játszik az Alvajárókban, a Fél-profiban kosárlabdázik, szörfözni kezd a Surfer, Dude-ban, Jennifer Aniston mellett kapott szerepet A lekoptathatatlanban, végül vak zongoristát alakít a Hét életben. 2009-ben sem spórolt a filmekkel: Az első A harcmező hírnökei volt. A történetben Will Montgomery (Ben Foster egy Irakból éppen hazatért srác, akit Tony Stone (Harrelson) támogat lelkileg. Ők ketten azok, akik értesítik a legközelebbi hozzátartozókat a háborúban elhunyt családtagokról. Woodyról nagyon sok elismerő kritika jelent meg, valamint másodjára jelölték Golden Globe-díjra és Oscar-díjra. Bár saját bevallása szerint az "esélytelenek nyugalmával" várta az Oscar-t. Ami később beigazolódott: mindkét díjat Christoph Waltz kapta. Ennek ellenére Harrelsonnak cseppet sem kellett szégyenkeznie. Következő filmje igazi kasszasiker lett. A Zombieland című vígjátékparódia 102 166 356 dollár bevételt hozott és Woodyt is többen elismerték.
Legutóbb a 2012 című filmben láthatták a nézők, melyben a maják ősi naptára szerint 2012-ben jön el a világvége, a másik pedig, a Bunraku című film, melyben egy csapost alakít, csakúgy, mint anno a Cheersben.

### 2010-es évektől napjainkig
2010-es évek első filmje a Bunraku volt, melyben egy csapost alakít, csakúgy, mint anno a Cheersben. Ezt követte a Barátság extrákkal, mely a kötetlen párkapcsolatokba nyújt betekintést, vígjáték formában. Ugyanebben az évben a Rampart című drámában kapott főszerepet, melyet Oren Moverman rendez, aki azt A harcmező hírnökeit rendezte, mely Oscar-jelölést hozott Woody számára. Itt olyan hitelesen játszotta el a Los Angeles-i korrupt rendőrt, hogy ismét felhívta magára a kritikusok figyelmét. A rendező az előző filmjéből nemcsak Harrelsont, hanem Ben Fostert és Steve Buscemit is meghívta a moziba.
21 év után ismét tv-filmben látható, a Game Change-ben, mely igen ígértesnek hangzik a nézők számára: Jay Roach rendezi és olyan nagy sztárokat hívott meg, mint Julianne Moore, Ed Harris, Ron Livingston és Woody Harrelson. A Game Change igaz történeten alapuló film, mely azt mutatja be, hogy John McCain (Harris) és Sarah Palin (Moore) hogyan próbált bejutni a Fehér Házba kampányukkal, mely végül nem járt sikerrel. Woody Harrelson Steve Schmidt-et keltette életre. Az HBO március 10-én mutatta be a filmet, amelynek forgatókönyvét Danny Strong vetette papírra, aki az Emmy-díjra jelölt Újraszámlálást (Recount) is írta. 2012-ben szerepet kapott az amerikai írónő Suzanne Collins regényéből feldolgozott Az éhezők viadala c. filmben. A könyvből ezen kívül még két kötet készült a Futótűz és A kiválasztott. A film a könyvhöz hűen arról szól, hogy Észak-Amerika romjain ma Panem országa, a ragyogó Kapitólium és a tizenkét távoli körzet fekszik. A Kapitólium kegyetlenül bánik Panem lakóival: minden évben, minden körzetből kisorsolnak egy-egy tizenkét és tizennyolc év közötti fiút és lányt, akiknek részt kell venniük Az Éhezők Viadalán. Az életre-halálra zajló küzdelmet élőben közvetíti a tévé.
2012 második felében mutatják be a Seven Psychopaths című fekete humorú vígjátékot, melyet az a Martin McDonagh rendezte, aki a hasonló stílusú Erőszakik-at is. Csakúgy, mint abban, itt is szerepel Colin Farrell. Mellettük még Christopher Walken, Sam Rockwell is feltűnik. Harrelson készülő filmje a Now You See Me című thriller, mely 2013-ra várható olyan sztárokkal, mint Morgan Freeman, Mark Ruffalo és Jesse Eisenberg, akivel már a Zombielandben már együtt szerepelhetett.

### Televíziós szereplések
Woody Harrelson a Cheers mellett több más sorozatban is feltűnt. Először a Dear Johnban 1989-ben, bár az epizódban is alig lehetett látni. Ezután a Disneyland sorozatban mint Woody Boyd. Szinkronhang volt a Simpson család hatodik évadában, ahol szintén Woody Boyd-ot formálja meg. 1996-ban a Kerge város egyik epizódjának a címszerepét kapta meg (Találkozás Tommy Dugannel), melyben Tommy Dugant alakította. Az Ellenben Henryt Ellen Morgan alakítja egy rész erejéig. Ötödjére vette fel a Woody Boyd nevet, ezúttal a Frasier – A dumagépben, amiért Emmy-díjra jelölték a legjobb meghívott színész – vígjáték sorozatban. Legutóbb a sorozatkedvelők 2001-ben öt részig láthatták a Will és Graceben, melyben ő volt Grace barátja.

### Színház
Filmszerepek mellett színházi szerepeket is vállalt. 1985-1986-ban a New Yorkban a Neil Simon Színházban, Roy Selridge és Joseph Wykowski Biloxi Blues című darabjukban játszhatott. A következő években (1987-1988) Jack-et alakíthatta a The Boys Next Door-ban szintén New Yorkban. Ezután átment Los Angelesbe, ahol folytatta a színházat. A Two on Two és a The Zoo Story ez két darab volt egyszerre, amelyet 1989-ben csinált, majd Zach-et alakította a Furthest from the Sun darabban 1993-ban. A Brooks Atkinson Színházban Bill Starbuckot játszhatta John Grisham: Az esőcsináló darabban, melyre talán a legbüszkébb. Taxisofőr volt a The Late Henry Mossban, mely már San Franciscoban volt. Európában is fellépett, a londoni Comedy Színházban a On an Average Dayben.

## Filmográfia

### Film
| Év   | Cím                                               | Eredeti cím                               | Szerep                            | Magyar hang          | Rendező                 |
| ---- | ------------------------------------------------- | ----------------------------------------- | --------------------------------- | -------------------- | ----------------------- |
| 1978 |                                                   | Harper Valley PTA                         | statiszta                         | nem szólal meg       | Richard Bennett         |
| 1978 | Ralph Senensky                                    | Harper Valley PTA                         | statiszta                         | nem szólal meg       |                         |
| 1986 | Vadmacskák                                        | Wildcats                                  | Krushinski                        | Csankó Zoltán        | Michael Ritchie         |
| 1986 | Vadmacskák                                        | Wildcats                                  | Krushinski                        | Holl Nándor          | Michael Ritchie         |
| 1986 | Vadmacskák                                        | Wildcats                                  | Krushinski                        | Hevér Gábor          | Michael Ritchie         |
| 1988 | Segítség, apa lettem!                             | She's Having a Baby                       | önmaga                            | nem szólal meg       | John Hughes             |
| 1990 | Kékharisnya                                       | Cool Blue                                 | Dustin                            | Szokol Péter         | Mark Mullin             |
| 1990 | Kékharisnya                                       | Cool Blue                                 | Dustin                            | Szokol Péter         | Richard Shepard         |
| 1991 | L.A. Story – Az őrült város                       | L.A. Story                                | Harris főnöke                     | Hankó Attila         | Mick Jackson            |
| 1991 | Ted és Venus                                      | Ted & Venus                               | vietnámi veterán                  |                      | Bud Cort                |
| 1991 | Doc Hollywood                                     | Doc Hollywood                             | Hank Gordon                       | Csankó Zoltán        | Michael Caton-Jones     |
| 1992 | Zsákolj, ha tudsz!                                | White Men Can't Jump                      | Billy Hoyle                       | Stohl András         | Ron Shelton (1.)        |
| 1992 | Zsákolj, ha tudsz!                                | White Men Can't Jump                      | Billy Hoyle                       | Dózsa Zoltán         | Ron Shelton (1.)        |
| 1993 | Tisztességtelen ajánlat                           | Indecent Proposal                         | David Murphy                      | Reisenbüchler Sándor | Adrian Lyne             |
| 1994 | Született gyilkosok                               | Natural Born Killers                      | Mickey Knox                       | Stohl András         | Oliver Stone            |
| 1994 | Két cowboy New Yorkban                            | The Cowboy Way                            | Pepper Lewis                      | Stohl András         | Gregg Champion          |
| 1994 | Bármit megteszek                                  | I'll Do Anything                          | katasztrófaelhárító               |                      | James L. Brooks (1.)    |
| 1995 | Pénzvonat                                         | Money Train                               | Charlie Robinson                  | Stohl András         | Joseph Ruben            |
| 1996 | Larry Flynt, a provokátor                         | The People vs. Larry Flynt                | Larry Flynt                       | Stohl András         | Miloš Forman            |
| 1996 | Tökös tekés                                       | Kingpin                                   | Roy Munson                        | Kaszás Attila        | Peter és Bobby Farrelly |
| 1996 | Hajsza a Nap nyomában                             | The Sunchaser                             | Dr. Michael Reynolds              | Rátóti Zoltán        | Michael Cimino          |
| 1997 | Amikor a farok csóválja…                          | Wag the Dog                               | William Schumann őrmester         | Megyeri János        | Barry Levinson          |
| 1997 | Köszöntjük Szarajevóban!                          | Welcome to Sarajevo                       | Jordan Flynn                      | Sörös Sándor         | Michael Winterbottom    |
| 1998 | Az őrület határán                                 | The Thin Red Line                         | Keck őrmester                     | Stohl András         | Terrence Malick         |
| 1998 | Palmetto                                          | Palmetto                                  | Harry Barber                      | Stohl András         | Volker Schlöndorff      |
| 1998 | Hi-Lo Country                                     | The Hi-Lo Country                         | Big Boy Matson                    | Stohl András         | Stephen Frears          |
| 1998 | Isten hozta Hollywoodban                          | Welcome to Hollywood                      | önmaga                            |                      | Tony Markes             |
| 1998 | Isten hozta Hollywoodban                          | Welcome to Hollywood                      | önmaga                            | Adam Rifkin          |                         |
| 1999 | Ilyen a boksz                                     | Play It to the Bone                       | Vince Boudreau                    | Stohl András         | Ron Shelton (2.)        |
| 1999 | Ed TV                                             | Edtv                                      | Ray Pekurny                       | Stohl András         | Ron Howard              |
| 1999 | KicsiKÉM – Austin Powers 2.                       | Austin Powers: The Spy Who Shagged Me     | Jason „Woods” Valley              | Stohl András         | Jay Roach               |
| 2003 | Ki nevel a végén?                                 | Anger Management                          | Galaxia / Gary biztonsági őr      | Haás Vander Péter    | Peter Segal             |
| 2003 | Született bankrablók                              | Scorched                                  | Jason „Woods” Valley              | Kőszegi Ákos         | Gavin Grazer            |
| 2004 | Az utolsó gyémántrablás                           | After the Sunset                          | Stanley „Stan” P. Lloyd           | Stohl András         | Brett Ratner            |
| 2004 | Utál a csaj                                       | She Hate Me                               | Leland Powell                     | Stohl András         | Spike Lee               |
| 2005 | Kőkemény Minnesota                                | North Country                             | Bill White                        | Kőszegi Ákos         | Niki Caro               |
| 2005 | Szlogengyáros családanya                          | The Prize Winner of Defiance, Ohio        | Leo "Kelly" Ryan                  |                      | Jane Anderson           |
| 2005 | A nagy fehérség                                   | The Big White                             | Raymond Barnell                   | Stohl András         | Mark Mylod              |
| 2005 | A nagy fehérség                                   | The Big White                             | Raymond Barnell                   | Epres Attila         | Mark Mylod              |
| 2006 | Szabadítsátok ki Jimmyt!                          | Free Jimmy                                | Roy Arnie (hangja)                | Király Attila        | Christopher Nielsen     |
| 2006 | Kamera által homályosan                           | A Scanner Darkly                          | Ernie Luckman                     | Stohl András         | Richard Linklater       |
| 2006 | Az utolsó adás                                    | A Prairie Home Companion                  | Dusty                             | Stohl András         | Robert Altman           |
| 2007 | A kísérő                                          | The Walker                                | Carter Page III                   | Stohl András         | Paul Schrader           |
| 2007 | Nem vénnek való vidék                             | No Country for Old Men                    | Carson Wells                      | Zámbori Soma         | Joel Coen és Ethan Coen |
| 2007 | Seattle öt napja                                  | Battle in Seattle                         | Dale                              | Stohl András         | Stuart Townsend         |
| 2007 | The Grand                                         | The Grand                                 | Félszemű Jack Faro                |                      | Zak Penn                |
| 2007 | Nanking                                           | Nanking                                   | Bob Wilson                        |                      | Bill Guttentag          |
| 2008 | Fél-profi                                         | Semi-Pro                                  | Monix                             | Stohl András         | Kent Alterman           |
| 2008 | Alvajárók                                         | Sleepwalking                              | Randall                           | Stohl András         | Bill Maher              |
| 2008 | Transz-Szibéria                                   | Transsiberian                             | Roy                               | Stohl András         | Brad Anderson           |
| 2008 | Hullámok ördöge                                   | Surfer, Dude                              | Jack Mayweather                   | Stohl András         | S.R. Bindler            |
| 2008 | A lekoptathatatlan                                | Management                                | Jango                             | Stohl András         | Stephen Belber          |
| 2008 | Hét élet                                          | Seven Pounds                              | Ezra Turner                       | Zámbori Soma         | Gabriele Muccino        |
| 2009 | A harcmező hírnökei                               | The Messenger                             | Anthony „Tony” Stone kapitány     | Stohl András         | Oren Moverman (1.)      |
| 2009 | Defendor – A véderő                               | Defendor                                  | Arthur Poppington                 | Stohl András         | Peter Stebbings         |
| 2009 | Zombieland                                        | Zombieland                                | Tallahassee                       | Stohl András         | Ruben Fleischer (1.)    |
| 2009 | 2012                                              | 2012                                      | Charlie Frost                     | Stohl András         | Roland Emmerich (1.)    |
| 2010 | Bunraku                                           | Bunraku                                   | Csapos                            |                      | Guy Moshe               |
| 2011 | Barátság extrákkal                                | Friends with Benefits                     | Tommy Bollinger                   | Stohl András         | Will Gluck              |
| 2011 | Rampart                                           | Rampart                                   | David Douglas 'Dave' Brown        | Zámbori Soma         | Oren Moverman (2.)      |
| 2012 | Az éhezők viadala                                 | The Hunger Games                          | Haymitch Abernathy                | Stohl András         | Gary Ross               |
| 2012 | A hét pszichopata és a si-cu                      | Seven Psychopaths                         | Charlie Costello                  | Széles Tamás         | Martin McDonagh (1.)    |
| 2013 | Szemfényvesztők                                   | Now You See Me                            | Merritt McKinney                  | Stohl András         | Louis Leterrier         |
| 2013 | A harag tüze                                      | Out of the Furnace                        | Harlan DeGroat                    | Stohl András         | Scott Cooper            |
| 2013 | Pulykaland                                        | Free Birds                                | Jake (hangja)                     | Schnell Ádám         | Jimmy Hayward           |
| 2013 | Az éhezők viadala: Futótűz                        | The Hunger Games: Catching Fire           | Haymitch Abernathy                | Stohl András         | Francis Lawrence (1.)   |
| 2014 | Az éhezők viadala: A kiválasztott – 1. rész       | The Hunger Games: Mockingjay – Part 1     | Haymitch Abernathy                | Stohl András         | Francis Lawrence (2.)   |
| 2015 | Az éhezők viadala: A kiválasztott – Befejező rész | The Hunger Games: Mockingjay – Part 2     | Haymitch Abernathy                | Stohl András         | Francis Lawrence (3.)   |
| 2016 | Tripla kilences                                   | Triple 9                                  | Jeffrey Allen nyomozóőrmester     | Stohl András         | John Hillcoat           |
| 2016 | Szemfényvesztők 2.                                | Now You See Me 2                          | Merritt McKinney / Chase McKinney | Stohl András         | Jon M. Chu              |
| 2016 | A párbaj                                          | The Duel                                  | Abraham Brant                     | Kőszegi Ákos         | Kieran Darcy-Smith      |
| 2016 | LBJ – Az elnök                                    | LBJ                                       | Lyndon B. Johnson                 | Csankó Zoltán        | Rob Reiner (1.)         |
| 2016 | Egy magányos tinédzser                            | The Edge of Seventeen                     | Mr. Bruner                        | Stohl András         | Kelly Fremon Craig      |
| 2017 | Elveszve Londonban                                | Lost in London                            | önmaga                            | Stohl András         | Woody Harrelson         |
| 2017 | Wilson                                            | Wilson                                    | Wilson                            | Epres Attila         | Craig Johnson           |
| 2017 | A majmok bolygója: Háború                         | War for the Planet of the Apes            | Ezredes                           | Stohl András         | Matt Reeves             |
| 2017 | Az üvegpalota                                     | The Glass Castle                          | Rex Walls                         | Stohl András         | Destin Daniel Cretton   |
| 2017 | Három óriásplakát Ebbing határában                | Three Billboards Outside Ebbing, Missouri | Bill Willoughby seriff            | Stohl András         | Martin McDonagh (2.)    |
| 2017 | Háborúra készülve                                 | Shock and Awe                             | Jonathan Landay                   | Stohl András         | Rob Reiner (2.)         |
| 2018 | Solo: Egy Star Wars-történet                      | Solo: A Star Wars Story                   | Tobias Beckett                    | Rátóti Zoltán        | Ron Howard              |
| 2018 | Venom                                             | Venom                                     | Cletus Kasady / Vérontó (cameo)   | Stohl András         | Ruben Fleischer (2.)    |
| 2019 | Útonállók                                         | The Highwaymen                            | Maney Gault                       |                      | John Lee Hancock        |
| 2019 | Zombieland 2. – A második lövés                   | Zombieland: Double Tap                    | Tallahassee                       | Stohl András         | Ruben Fleischer (3.)    |
| 2019 | Midway                                            | Midway                                    | Chester Nimitz admirális          | Stohl András         | Roland Emmerich (2.)    |
| 2021 | Kate                                              | Kate                                      | Varrick                           | Stohl András         | Cedric Nicolas-Troyan   |
| 2021 | Venom 2. – Vérontó                                | Venom: Let There Be Carnage               | Cletus Kasady / Vérontó           | Stohl András         | Andy Serkis             |
| 2022 | A torontói ember                                  | The Man from Toronto                      | Randy                             | Stohl András         | Patrick Hughes          |
| 2022 | A szomorúság háromszöge                           | Triangle of Sadness                       | Thomas Smith kapitány             | Stohl András         | Ruben Östlund           |
| 2023 | Bajnokok                                          | Champions                                 | Marcus Marakovich edző            | Stohl András         | Bobby Farrelly          |
| 2024 |                                                   | Suncoast                                  | Paul Warren                       |                      | Laura Chinn             |
| 2024 | Vigyél a holdra                                   | Fly Me to the Moon                        | Moe Berkus                        | Stohl András         | Greg Berlanti           |
| 2025 | Elektronikus állam                                | The Electric State                        | Mr. Mogyoró (hangja)              | Stohl András         | Russo testvérek         |
| 2025 |                                                   | Last Breath                               | Duncan Allcock                    |                      | Alex Parkinson          |
| 2025 |                                                   | Ella McCay                                |                                   |                      | James L. Brooks (2.)    |
| 2025 | Szemfényvesztők 3.                                | Now You See Me 3                          | Merritt McKinney                  |                      | Ruben Fleischer (4.)    |

### Televízió
| Év        | Magyar cím                         | Eredeti cím                        | Szerep                                         | Megjegyzések                                                               | Forr.  |
| --------- | ---------------------------------- | ---------------------------------- | ---------------------------------------------- | -------------------------------------------------------------------------- | ------ |
| 1985–1993 | Cheers                             | Cheers                             | Woody Boyd / Woodrow Huckleberry Tiberius Boyd | 200 epizód                                                                 | [ 26 ] |
| 1987      |                                    | Bay Cove                           | Slater                                         | tévéfilm                                                                   | [ 27 ] |
| 1988      |                                    | Mickey's 60th Birthday             | Woody Boyd                                     | különkiadás                                                                | [ 28 ] |
| 1989      |                                    | Dear John                          | Richard                                        | 1 epizód                                                                   | [ 29 ] |
| 1989–2019 | Saturday Night Live                | Saturday Night Live                | önmaga / Joe Biden                             | 7 epizód                                                                   | [ 30 ] |
| 1990      |                                    | Mother Goose Rock 'n' Rhyme        | Lou, a bárány                                  | tévéfilm                                                                   |        |
| 1994      | A Simpson család                   | The Simpsons                       | Woody Boyd (hangja)                            | 1 epizód                                                                   | [ 31 ] |
| 1996      | Kerge város                        | Spin City                          | Tommy Dugan                                    | 1 epizód                                                                   |        |
| 1999      | Frasier – A dumagép                | Frasier                            | Woody Boyd                                     | 1 epizód                                                                   | [ 32 ] |
| 2001–2002 | Will és Grace                      | Will & Grace                       | Nathan                                         | 7 epizód                                                                   | [ 33 ] |
| 2012      | Versenyben az elnökségért          | Game Change                        | Steve Schmidt                                  | - tévéfilm - magyar hangja: - Széles László                                | [ 34 ] |
| 2013      |                                    | David Blaine: Real or Magic        | önmaga                                         | különkiadás                                                                | [ 35 ] |
| 2014      | True Detective – A törvény nevében | True Detective                     | Martin "Marty" Hart                            | - főszereplő és vezető producer (8 epizód) - magyar hangja: - Epres Attila | [ 36 ] |
| 2019      |                                    | Live in Front of a Studio Audience | Archie Bunker                                  | 2 epizód                                                                   | [ 37 ] |
| 2020–     | A fura tesók                       | The Freak Brothers                 | Freewheelin' Franklin Freek (hangja)           | főszereplő és vezető producer                                              |        |
| 2021      | Félig üres                         | Curb Your Enthusiasm               | önmaga                                         | 1 epizód                                                                   |        |
| 2023      | A Fehér Ház vízszerelői            | White House Plumbers               | E. Howard Hunt                                 | 5 epizód vezető producer                                                   |        |

## Díjai és jelölései

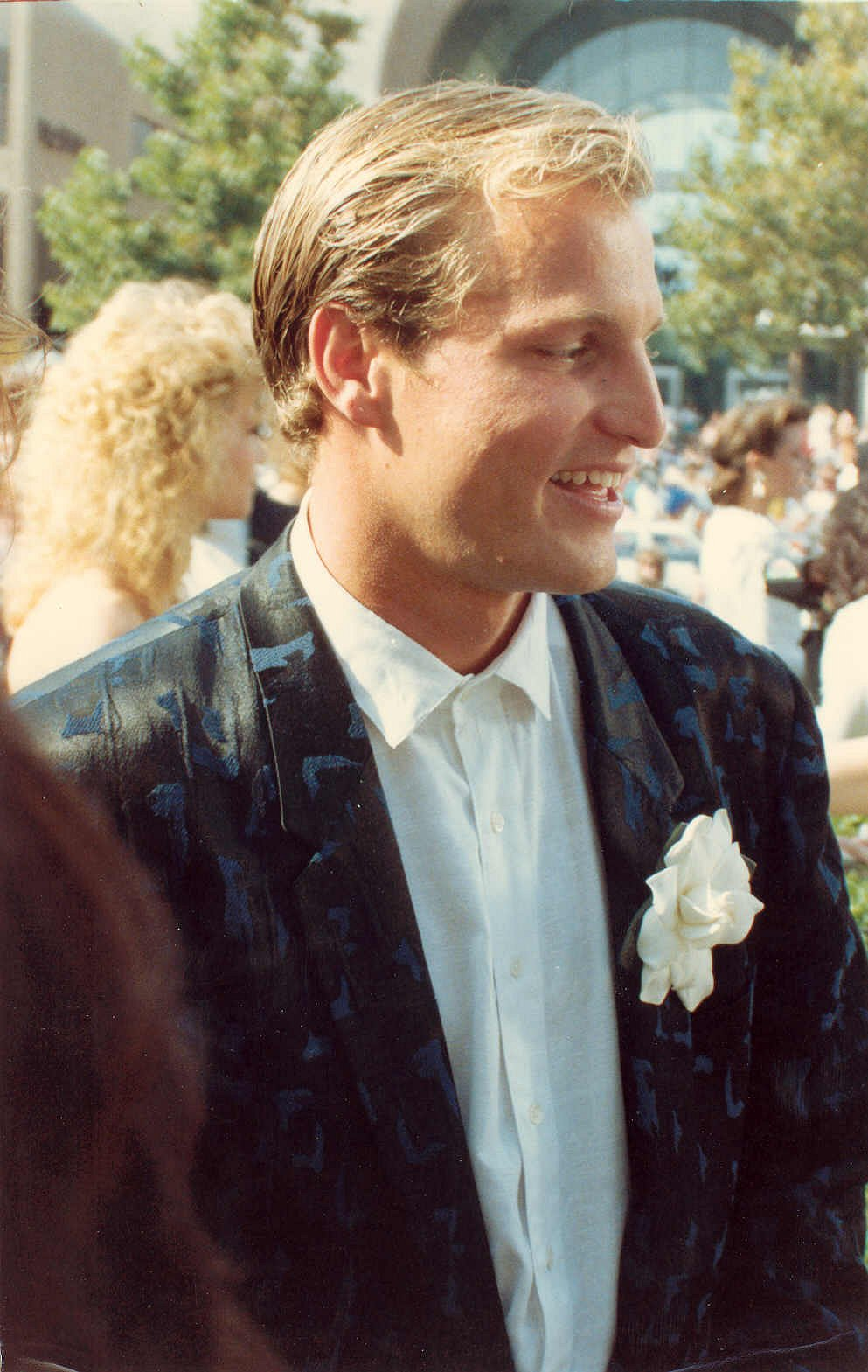
Woody Harrelson az Emmy-díj gálán

| Év   | Kategória | Díj                                                  | Film                                  |
|      |           | Oscar-díj                                            |                                       |
| ---- | --------- | ---------------------------------------------------- | ------------------------------------- |
| 2018 | jelölés:  | legjobb férfi mellékszereplő                         | Három óriásplakát Ebbing határában    |
| 2010 | jelölés:  | legjobb férfi mellékszereplő                         | A harcmező hírnökei                   |
| 1997 | jelölés:  | legjobb férfi főszereplő                             | Larry Flynt, a provokátor             |
|      |           | BAFTA-díj                                            |                                       |
| 2018 | jelölés:  | legjobb férfi mellékszereplő                         | Három óriásplakát Ebbing határában    |
|      |           | Emmy-díj                                             |                                       |
| 2024 | jelölés:  | legjobb televíziós minisorozat                       | True Detective – A törvény nevében    |
| 2014 | jelölés:  | legjobb drámasorozat                                 | True Detective – A törvény nevében    |
| 2014 | jelölés:  | legjobb férfi főszereplő (drámasorozat)              | True Detective – A törvény nevében    |
| 2012 | jelölés:  | legjobb férfi főszereplő (minisorozat vagy tévéfilm) | Versenyben az elnökségért             |
| 1999 | jelölés:  | legjobb vendégszínész (vígjátéksorozat)              | Frasier – A dumagép                   |
| 1991 | jelölés:  | legjobb férfi mellékszereplő (vígjáték tévésorozat)  | Cheers                                |
| 1990 | jelölés:  | legjobb férfi mellékszereplő (vígjáték tévésorozat)  | Cheers                                |
| 1989 | díj:      | legjobb férfi mellékszereplő (vígjáték tévésorozat)  | Cheers                                |
| 1988 | jelölés:  | legjobb férfi mellékszereplő (vígjáték tévésorozat)  | Cheers                                |
| 1987 | jelölés:  | legjobb férfi mellékszereplő (vígjáték tévésorozat)  | Cheers                                |
|      |           | Golden Globe-díj                                     |                                       |
| 2024 | jelölés:  | legjobb férfi főszereplő (minisorozat vagy tévéfilm) | A Fehér Ház vízszerelői               |
| 2015 | jelölés:  | legjobb férfi főszereplő (drámasorozat)              | True Detective – A törvény nevében    |
| 2013 | jelölés:  | legjobb férfi főszereplő (minisorozat vagy tévéfilm) | Versenyben az elnökségért             |
| 2010 | jelölés:  | legjobb férfi mellékszereplő                         | A harcmező hírnökei                   |
| 1997 | jelölés:  | Legjobb férfi színész (dráma)                        | Larry Flynt, a provokátor             |
|      |           | Amerikai Komédia-díj                                 |                                       |
| 1990 | jelölés:  | legjobb férfi mellékszereplő (vígjáték tévésorozat)  | Cheers                                |
| 1987 | díj:      | legjobb feltörekvő alakítás                          | Cheers                                |
|      |           | Arany Málna díj                                      |                                       |
| 1994 | díj:      | legrosszabb férfi mellékszereplő                     | Tisztességtelen ajánlat               |
|      |           | Broadcast Filmkritikusok Szövetsége                  |                                       |
| 2010 | jelölés:  | legjobb férfi mellékszereplő                         | A harcmező hírnökei                   |
| 2008 | jelölés:  | legjobb filmes csapat                                | Nem vénnek való vidék                 |
| 2007 | jelölés:  | legjobb filmes csapat                                | Az utolsó adás                        |
|      |           | Central Ohioi Filmkritikusok Szövetsége              |                                       |
| 2010 | díj:      | az év színésze – második helyezés                    | Zombieland, A harcmező hírnökei       |
|      |           | Chicagói Filmkritikusok Szövetsége                   |                                       |
| 2009 | jelölés:  | legjobb férfi mellékszereplő                         | A harcmező hírnökei                   |
|      |           | Dallasi Filmkritikusok Szövetsége                    |                                       |
| 2009 | díj:      | legjobb férfi mellékszereplő – második helyezés      | A harcmező hírnökei                   |
|      |           | Filmszínészek Egyesülete-díj                         |                                       |
| 2018 | díj:      | legjobb szereplőgárda                                | Három óriásplakát Ebbing határában    |
| 2018 | jelölés:  | legjobb férfi mellékszereplő                         | Három óriásplakát Ebbing határában    |
| 2015 | jelölés:  | legjobb férfi főszereplő (drámasorozat)              | True Detective – A törvény nevében    |
| 2013 | jelölés:  | legjobb férfi főszereplő (minisorozat vagy tévéfilm) | Versenyben az elnökségért             |
| 2010 | jelölés:  | legjobb férfi mellékszereplő                         | A harcmező hírnökei                   |
| 2008 | díj:      | legjobb szereplőgárda                                | Nem vénnek való vidék                 |
| 1997 | jelölés:  | legjobb férfi főszereplő                             | Larry Flynt, a provokátor             |
|      |           | Gotham-díj                                           |                                       |
| 2006 | jelölés:  | legjobb szereplőgárda                                | Az utolsó adás                        |
|      |           | Independent Spirit-díj                               |                                       |
| 2012 | jelölés:  | legjobb férfi főszereplő                             | Rampart                               |
| 2010 | díj:      | legjobb férfi mellékszereplő                         | A harcmező hírnökei                   |
|      |           | MTV Movie Awards                                     |                                       |
| 1995 | jelölés:  | Legjobb csók Juliette Lewis-szel                     | Született gyilkosok                   |
| 1995 | jelölés:  | Legjobb csapat Juliette Lewis-szel                   | Született gyilkosok                   |
| 1994 | díj:      | Legjobb csók Demi Mooreral                           | Tisztességtelen ajánlat               |
| 1993 | jelölés:  | Legjobb csók Wesley Snipes-szal                      | Zsákolj, ha tudsz!                    |
| 1995 | jelölés:  | Legjobb csapat Wesley Snipes-szal                    | Zsákolj, ha tudsz!                    |
|      |           | Nemzeti Filmszemle Társadalma                        |                                       |
| 2009 | díj:      | legjobb férfi mellékszereplő                         | A harcmező hírnökei                   |
| 2007 | díj:      | legjobb filmes csapat                                | Nem vénnek való vidék                 |
|      |           | Online Filmkritikusok Szövetsége                     |                                       |
| 2010 | jelölés:  | legjobb férfi mellékszereplő                         | A harcmező hírnökei                   |
|      |           | San Diegoi Filmkritikusok Szövetsége                 |                                       |
| 2017 | jelölés:  | legjobb férfi mellékszereplő                         | Három óriásplakát Ebbing határában    |
| 2012 | jelölés:  | legjobb csoportos teljesítmény                       | Hét pszichopata és a si-cu            |
| 2009 | díj:      | Különdíj – Ez évi munkájáért                         | 2012, A harcmező hírnökei, Zombieland |
| 2009 | díj:      | legjobb férfi mellékszereplő – második helyezés      | A harcmező hírnökei                   |
|      |           | Satellite-díj                                        |                                       |
| 2015 | jelölés:  | legjobb férfi főszereplő (drámasorozat)              | True Detective – A törvény nevében    |
| 2012 | jelölés:  | legjobb férfi főszereplő (minisorozat vagy tévéfilm) | Versenyben az elnökségért             |
| 2011 | jelölés:  | legjobb férfi alakítás                               | Rampart                               |
| 2009 | jelölés:  | legjobb férfi mellékszereplő                         | A harcmező hírnökei                   |
| 1999 | díj:      | legjobb szereplőgárda                                | Az őrület határán                     |
|      |           | Southeasterni Filmkritikusok Szövetsége              |                                       |
| 2009 | díj:      | legjobb férfi mellékszereplő – második helyezés      | A harcmező hírnökei                   |
|      |           | Szaturnusz-díj                                       |                                       |
| 2010 | jelölés:  | legjobb férfi mellékszereplő                         | Zombieland                            |
| 2009 | jelölés:  | legjobb férfi mellékszereplő                         | Transz-Szibéria                       |
|      |           | Verona Szerelmesek Filmfesztiválja                   |                                       |
| 2008 | díj:      | Legjobb színész                                      | A kísérő                              |
|      |           | Washingtoni Filmkritikusok Szövetsége                |                                       |
| 2009 | jelölés:  | legjobb férfi mellékszereplő                         | A harcmező hírnökei                   |
|      |           | Western Örökség                                      |                                       |
| 1999 | díj:      | legjobb szereplőgárda                                | Hi-Lo Country                         |
|      |           | Whistler Filmfesztivál                               |                                       |
| 2009 | díj:      | Legjobb színész                                      | Defendor                              |

### Egyéb kitüntetései
- Gent Nemzetközi Filmfesztivál (2008) – Joseph Plateau Emlékplakett
- Texas Film Hall of Fame (2003)
- Woodstock Film Fesztivál (2003) – Tisztelet-díj

## Fordítás
- Ez a szócikk részben vagy egészben  a   Woody Harrelson című angol Wikipédia-szócikk fordításán alapul.  Az eredeti cikk szerkesztőit annak laptörténete sorolja fel. Ez a jelzés csupán a megfogalmazás eredetét és a szerzői jogokat jelzi, nem szolgál a cikkben szereplő információk forrásmegjelöléseként.